# Damaskini

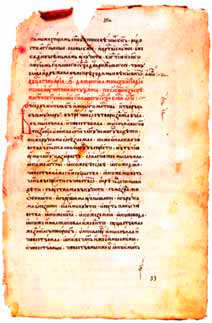
Exemple de Damaskini écrit au XVIe siècle

Les damaskini, sont un genre littéraire de la littérature bulgare de la fin du XVIe siècle au milieu du XIXe siècle. Ce sont des recueils de lecture populaire de textes et religieux et instructifs, généralement écrits en langue vernaculaire. 
À l'origine, le terme damaskini était employé pour désigner les traductions en langue bulgare des textes de l'évêque Grec Damascène le Stoudite (en), il fut par la suite utilisé pour nommer des recueils de textes variés, principalement religieux (vies de saints, sermons, récits didactiques), transmis par la tradition manuscrite.
Les damaskini sont une période de transition dans le développement de la littérature bulgare de la littérature médiévale bulgare à la littérature moderne bulgare. Cette littérature a été témoin du développement de la langue bulgare dans sa transition du bulgare moyen au bulgare moderne.